# Ngày Quốc tế hỗ trợ Nạn nhân của tra tấn
Ngày Quốc tế của Liên Hợp Quốc hỗ trợ Nạn nhân của tra tấn được tổ chức hàng năm vào ngày 26 tháng 6 nhằm lên tiếng chống lại tội phạm tra tấn và để tôn vinh và hỗ trợ nạn nhân và những người sống sót trên toàn thế giới.
| “                                                   | Đây là một ngày mà chúng ta tỏ lòng kính trọng của mình với những người đã phải chịu đựng sự không thể tưởng tượng. Đây là dịp để thế giới lên tiếng chống lại những gì không thể nói. Đã là quá muộn để có một ngày được dành riêng để ghi nhớ và hỗ trợ các nạn nhân bị tra tấn và những người sống sót trên toàn thế giới. | ” |
| — Nguyên Tổng thư ký Liên Hợp Quốc Kofi Annan, 1998 | |   |

| “                                             | Nhân Ngày Quốc tế hỗ trợ Nạn nhân của tra tấn này, chúng ta bày tỏ tình liên đới và hỗ trợ cho hàng trăm ngàn nạn nhân của tra tấn và các thành viên gia đình của họ trên khắp thế giới, những người đã phải chịu đau khổ. Chúng tôi cũng lưu ý rằng nghĩa vụ của các quốc gia không chỉ là ngăn chặn tra tấn nhưng để cung cấp cho tất cả các nạn nhân bị tra tấn những trợ giúp để khắc phục, bồi thường và các hình thức phục hồi chức năng thích hợp trong xã hội, tâm lý, y tế và các hình thức khác. Cả Đại hội đồng và Hội đồng Nhân quyền hiện nay đã mạnh mẽ kêu gọi các Quốc gia thiết lập và hỗ trợ các trung tâm phục hồi chức năng hoặc các cơ sở tương tự. | ” |
| — Tổng Thư ký Liên Hợp Quốc Ban Ki-moon, 2012 | |   |

## Lịch sử

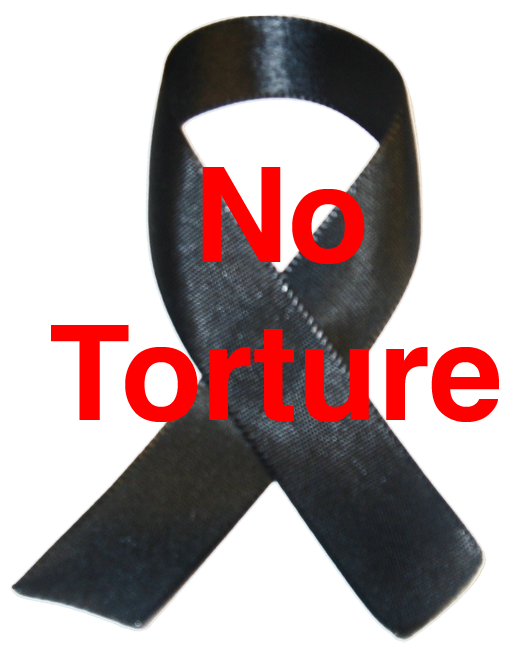
Không tra tấn, ngược đãi

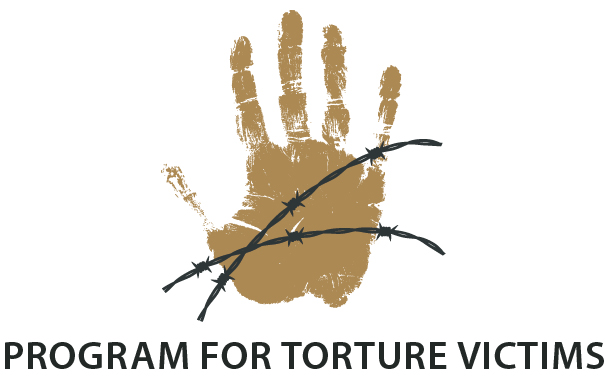

Ngày 26 tháng 6 đã được lựa chọn bởi Đại hội đồng Liên Hợp Quốc vì hai lý do. Đầu tiên, vào ngày 26 tháng 6 năm 1945, Hiến chương Liên Hợp Quốc đã được ký kết trong thời gian giữa Thế chiến II -  văn kiện quốc tế đầu tiên mà  các thành viên của Liên Hợp Quốc  đã cam kết phải tôn trọng và thúc đẩy quyền con người. Thứ hai, ngày 26 tháng 6 năm 1987 là khi Công ước chống Tra tấn của Liên Hợp Quốc có hiệu lực.
Nghị quyết thành lập Ngày Quốc tế hỗ trợ Nạn nhân của tra tấn đã được thông qua bởi Đại hội đồng Liên Hợp Quốc theo đề nghị của Đan Mạch, cũng là nơi đặt trụ sở của Hội đồng quốc tế về phục hồi chức năng cho nạn nhân tra tấn (International Rehabilitation Council for Torture Victims - IRCT).
Sự kiện đầu tiên được bắt đầu vào năm 1998. Kể từ đó, gần 100 tổ chức ở hàng chục quốc gia trên khắp thế giới ghi nhớ ngày này mỗi năm với các sự kiện, lễ kỷ niệm và các chiến dịch.
Ngày 16 tháng 7 năm 2009, Ngày Quốc tế hỗ trợ Nạn nhân của tra tấn đã được  chọn như là một ngày lễ quốc gia chính thức  tại Bosnia và Herzegovina.
Mỗi năm, Hội đồng quốc tế về phục hồi chức năng cho nạn nhân tra tấn (International Rehabilitation Council for Torture Victims - IRCT) giám sát các kế hoạch chiến dịch của các tổ chức trên toàn thế giới và đến cuối năm xuất bản Báo cáo toàn cầu ngày 26 tháng 6,  mô tả và tường thuật các sự kiện được tổ chức để ghi nhớ ngày này. Theo Báo cáo toàn cầu vào tháng 6 năm 2012, ít nhất là có 100 tổ chức ở 60 quốc gia trên toàn thế giới đã kỷ niệm ngày này với các hội nghị, hội thảo, các cuộc biểu tình hòa bình, sự kiện văn hóa và âm nhạc, sự kiện dành cho trẻ em, vv.
Ở châu Á, Ủy ban Nhân quyền châu Á tổ chức sự kiện này hàng năm trong khu vực. Mạng lưới chống tra tấn ở các nước châu Á khác nhau thực hiện các cuộc biểu tình và các sự kiện công cộng, mặc dù vẫn phải chịu đựng việc sử dụng tra tấn rộng rãi của các cơ quan công quyền.